# HMS Alexandra (1875)
HMS Alexandra (Её Величества Корабль «Александра») — казематный броненосец Королевского военно-морского флота Великобритании. Этот корабль являлся одним из наиболее технически совершенных представителей своего типа, но развитие башенных установок тяжёлых морских орудий сделало «Александру» устаревшей на момент принятия её в списочный состав флота.

## История создания
Во время разработки проекта небольшое число высокопоставленных лордов Британского Адмиралтейства настояло на сохранении парусного вооружения на современных для того времени кораблях Королевского флота; хотя развитие паровых машин уже позволяло кораблям пересечь Атлантику без промежуточных бункеровок. Однако упорство и столетние традиции использования парусов позволили британским «марсофлотам» убедить остальных членов Адмиралтейства в необходимости мачт с развитым рангоутом и парусов для нового казематного броненосца, которым стала «Александра».
«Александра» стала последним шагом в длинной череде последовательных усовершенствований казематных броненосцев и одним из наиболее эффективных с военной точки зрения их представителей. По иронии судьбы, проект «Александры» был разработан известным британским кораблестроителем Натаниэлем Барнаби, который был убеждённым сторонником башенных броненосцев.
Вооружение «Александры» располагалось в центральном каземате с тяжёлыми орудиями как на главной, так и на верхней палубе. Учитывая возрастающую важность продольного огня, Барнаби сделал скосы в казематах таким образом, что четыре орудия могли стрелять в нос и два — в корму, все пушки могли вести огонь на борт, если возникала такая необходимость. «Александра» стала последним британским броненосцем, чьё главное вооружение было полностью расположено под палубами, и одним из всего двух британских кораблей, оснащённых 11-дюймовыми орудиями (вторым был броненосец «Темерер»).
В силовой установке «Александры» впервые в британском военном флоте были применены вертикальные машины двойного расширения с цилиндрическими котлами с рабочим давлением 60 psi, тогда как ранее применяемые призматические котлы обеспечивали вдвое меньшее давление. 12 котлов были установлены линейно вдоль диаметральной плоскости корабля и обеспечивали паром две главные машины, которые вращали гребные винты диаметром 21 фут. Две вспомогательные паровые машины мощностью 600 индикаторных лошадиных сил проворачивали гребные валы при движении под парусами, при необходимости они могли разогнать броненосец до скорости в 14,5 узлов. На момент вступления в строй «Александра» была быстрейшим броненосцем мира.
Изначально броненосец планировалось назвать «Сьюперб», но название было изменено после торжественного спуска корпуса корабля на воду, при котором его окрестила Её Королевское Высочество Принцесса Уэльская, позже королева Александра. «Александра» была первым броненосцем, спущенным на воду в присутствии члена королевского дома Великобритании, на церемонии также присутствовали Герцог и Герцогиня Эдинбургские, Герцог и Герцогиня Текские, Герцог Кембриджский.

## Служба
«Александра» вошла в строй КВМФ 2 января 1877 года как флагман Средиземноморского флота и являлась им бессменно до 1889 года. Под флагом адмирала Хорнби броненосец участвовал в походе через Дарданеллы для устрашения Российской империи во время политического кризиса 1878 года. В условиях плохой погоды корабль сел на мель в самой узкой части пролива, но вовремя был снят с мели броненосцем «Султан», чтобы вести эскадру в Константинополь. «Александра» участвовала в бомбардировке Александрии в 1882 году, но адмирал перенёс свой флаг на «Инвинсибл», поскольку из-за большой осадки «Александра» не могла подойти близко к берегу. В 1886 году «Александра» служила под флагом герцога Эдинбургского и принц Уэльский, будущий король Георг V, был лейтенантом на броненосце. В 1889 году «Александра» была отозвана в метрополию на модернизацию.
В 1891 году броненосец стал флагманом резерва в Портленде и оставался на этой позиции до 1901 года. Последним выходом в море были манёвры 1900 года, где «Александра» была флагманом флота «B». В 1903 году устаревший броненосец был низведён до ранга учебного корабля, а в 1908 году был продан на слом.